# Centro de Derechos Humanos Fray Francisco de Vitoria
El Centro de Derechos Humanos Fray Francisco de Vitoria, conocido también como CDHVitoria o Centro Vitoria, es una organización no gubernamental defensora de derechos humanos fundada por la Orden de Predicadores, Provincia de Santiago, en México en el año de 1984. El Centro es una organización independiente y sin fines de lucro que se caracteriza por mantener una visión integral de los derechos humanos desde una posición crítica, que asume su responsabilidad en la construcción de un Estado plural, diverso, laico y democrático. El Centro tiene como fin defender y promover la integralidad de los derechos humanos, especialmente entre los sectores más vulnerables o discriminados en la Ciudad de México, así como en otros estados de México, Centroamérica y el Caribe. En la actualidad es presidida por el defensor por los derechos humanos y religioso mexicano Miguel Concha Malo.

## Historia
El Centro Vitoria se llama “Fray Francisco de Vitoria”, en honor al ilustre fraile dominico quien vivió en el Siglo de Oro Español, y quien es considerado en el mundo Iberoamericano como el  pionero del Derecho Internacional Público. Francisco de Vitoria se situaba así en la línea de Bartolomé de Las Casas, defendiendo una política colonial que, inspirándose en los principios fundamentales del cristianismo, protegiera los derechos de los indios. 
La represión que se había generado en El Salvador contra las defensoras y defensores de los derechos humanos; en vísperas del martirio Monseñor Oscar Arnulfo Romero, Arzobispo de San Salvador en 1980, obligó al Socorro Jurídico Cristiano (SJC), a trasladarse a la Ciudad de México e instalarse al poco tiempo en el Centro Universitario Cultural (CUC). En ese entonces el trabajo de SJC era dar apoyo asistencial a las personas refugiadas centroamericanas, particularmente salvadoreños. Con este ejemplo varios frailes se sintieron motivados a abordar problemáticas nacionales sobre las violaciones a los derechos humanos en México y en 1984 fundaron el Centro de Derechos Humanos “Fray Francisco de Vitoria O.P” A.C. Pese a que en otros países de América Latina la Iglesia Católica contó previo a esos años con organizaciones relacionadas con la defensa de los derechos humanos, en México fue el CDHVitoria pionero en hacerlo desde la inspiración del catolicismo.

## Premios y distinciones
- Premio Internacional de Derechos Humanos de Siero 2015